# Juri Alexandrowitsch Senkewitsch
Juri Alexandrowitsch Senkewitsch (russisch Ю́рий Алекса́ндрович Сенке́вич; * 4. März 1937 in Bajan Tumen, Mongolische Volksrepublik; † 25. September 2003 in Moskau) war ein sowjetisch-russischer Arzt, Fernsehmoderator und Autor.

## Leben
Juri Senkewitsch wurde als Sohn eines in der Mongolischen Volksrepublik arbeitenden sowjetischen Arztes und einer Krankenschwester in der mongolischen Stadt Bajan Tumen (heute Tschoibalsan) geboren.
1960 absolvierte er die Militärmedizinische Akademie S. M. Kirow in Leningrad. Nach kurzer Tätigkeit als Truppenarzt bei der Sowjetischen Armee kam er 1962 an das Moskauer Institut für Luftfahrts- und Weltraummedizin des Verteidigungsministeriums, 1963 an das Institut für medizinisch-biologische Probleme des Gesundheitsministeriums der Sowjetunion. Dort stieg er bis zum Leiter des Ausbildungs- und Trainingszentrums für medizinisch-biologische Vorbereitung der Kosmonauten auf und nahm selber am Kosmonautentraining teil. Von 1966 bis 1967 nahm Senkewitsch an der 12. Sowjetischen Antarktisexpedition zur Station Wostok teil. Die während der Expedition durchgeführten Untersuchungen bildeten die Grundlage für seine Doktorarbeit. 1969 wurde Juri Senkewitsch als sowjetischer Teilnehmer an Thor Heyerdahls Ra-Expedition ausgewählt. Ebenso nahm er 1970 an der Folgeexpedition Ra II und an der Fahrt der Tigris auf dem Indischen Ozean 1977 bis 1978 teil. 1979 arbeitete Senkewitsch an der medizinischen Vorbereitung einer sowjetischen Nordpolexpedition mit, 1980 bis 1982 an der Vorbereitung und Durchführung der ersten sowjetischen Mount-Everest-Expedition.
Bis 1982 blieb Senkewitsch daneben Leiter der Abteilung für wissenschaftlich-medizinische und technische Information am Institut für medizinisch-biologische Probleme.
Ab 1973 war er Moderator der Sendung Klub der Kinoreisen (Klub kinoputeschestwij) des Zentralen Sowjetischen Fernsehens; später Klub der Reisenden (Klub puteschestwennikow) beim Kanal ORT. Er moderierte die Sendung über 30 Jahre und war in dieser Position äußerst populär; nach Senkewitschs Tod wurde der Klub abgesetzt.
Juri Senkewitsch starb an den Folgen eines Herzinfarkts. Er ist auf dem Moskauer Nowodewitschi-Friedhof begraben. Es ist geplant, im ehemaligen Büro Senkewitschs in Moskau ein kleines Museum mit persönlichen Gegenständen und einer Exposition zur Erforschung von Arktis, Antarktis und Ozeanen zu eröffnen.
Am 24. Juni 2002 wurde der Asteroid (7980) Senkevich nach ihm benannt.
2007 benannte die russische Fluggesellschaft Aeroflot eines ihrer neuen Flugzeuge vom Typ Airbus A319 nach Juri Senkewitsch.
Zu Lebzeiten erhielt er mehrere hohe Auszeichnungen der Sowjetunion, so den Staatspreis der UdSSR für seine Forschungen in der Antarktis und den Orden der Völkerfreundschaft, sowie Russlands, darunter den Orden Für Verdienste vor dem Vaterland.

## Werke
Senkewitsch veröffentlichte mehr als 60 wissenschaftliche Arbeiten zur Physiologie und Psychologie des Menschen unter extremen Bedingungen, beispielsweise im Weltraum, sowie die populärwissenschaftlichen Werke bzw. Reisebücher:
- На „Ра“ через Атлантику; deutsch Mit dem Papyrusboot über den Atlantik (1973)
- В океане „Тигрис“
- Их позвал горизонт (Mitautor A. Schumilow, 1987)
- Путешествие длиною в жизнь (Erinnerungen)

Senkewitsch spielte zwischen 1976 und 1993 in mehreren Kinofilmen als Schauspieler und betätigte sich als Filmproduzent.

## Filmografie
- 1984: Das Nachwort / Der Besuch (Posleslowije)